# Spartina ciliata
Spartina ciliata là một loài thực vật có hoa trong họ Hòa thảo. Loài này được Brongn. miêu tả khoa học đầu tiên năm 1829.